# Stellwag-Zeichen
Das Stellwag-Zeichen ist ein typisches Symptom der endokrinen Orbitopathie. Es bezeichnet die dabei auftretende, pathologisch verringerte Lidschlagfrequenz. In der klinischen Praxis wird diese gemessen in Lidschläge/Minute. Benannt wurde das Zeichen nach dem österreichischen Ophthalmologen Karl Stellwag von Carion (1823–1904).
Weitere klinische Zeichen der endokrinen Orbithopathie sind das Graefe-Zeichen, das Dalrymple-Zeichen, das Kocher-Zeichen und das Möbius-Zeichen.

## Einzelnachweis
1. ↑  Franz Grehn: Augenheilkunde. 30., überarbeitete und aktualisierte Auflage. Springer Medizin, Heidelberg 2008, ISBN 978-3-540-75264-6, S. 324–325, hier online.